# Crenichthys baileyi
Crenichthys baileyi – gatunek endemicznej ryby z rodziny żyworódkowatych (Goodeidae). Potrafi żyć w wodzie o temperaturze 37 °C i niskim poziomie tlenu. Zagrożony wyginięciem m.in. ze względu na skażenie naturalnych siedlisk przez rolnictwo.

## Występowanie i biotop
Występuje wyłącznie w dorzeczu rzeki White River w Nevadzie, w Stanach Zjednoczonych. Obszar występowania szacuje się na mniej niż 100 km². Biotop stanowią zarośnięte, gorące źródła i ich odpływy.

## Morfologia
Osiąga długość do 9 cm. Ubarwienie górnej części ciała ciemnooliwkowe, spód srebrzystobiały. Płetwy jasnooliwkowe, często z ciemniejszą krawędzią. Wzdłuż boku ciała czarny pas, pod nim drugi rząd czarnych kropek od płetwy brzusznej do odbytowej. 

## Pokarm
Odżywia się przeważnie glonami z powierzchni skał, sporadycznie wodnymi bezkręgowcami. 